# Hauptstraße 6 (Karlstadt)

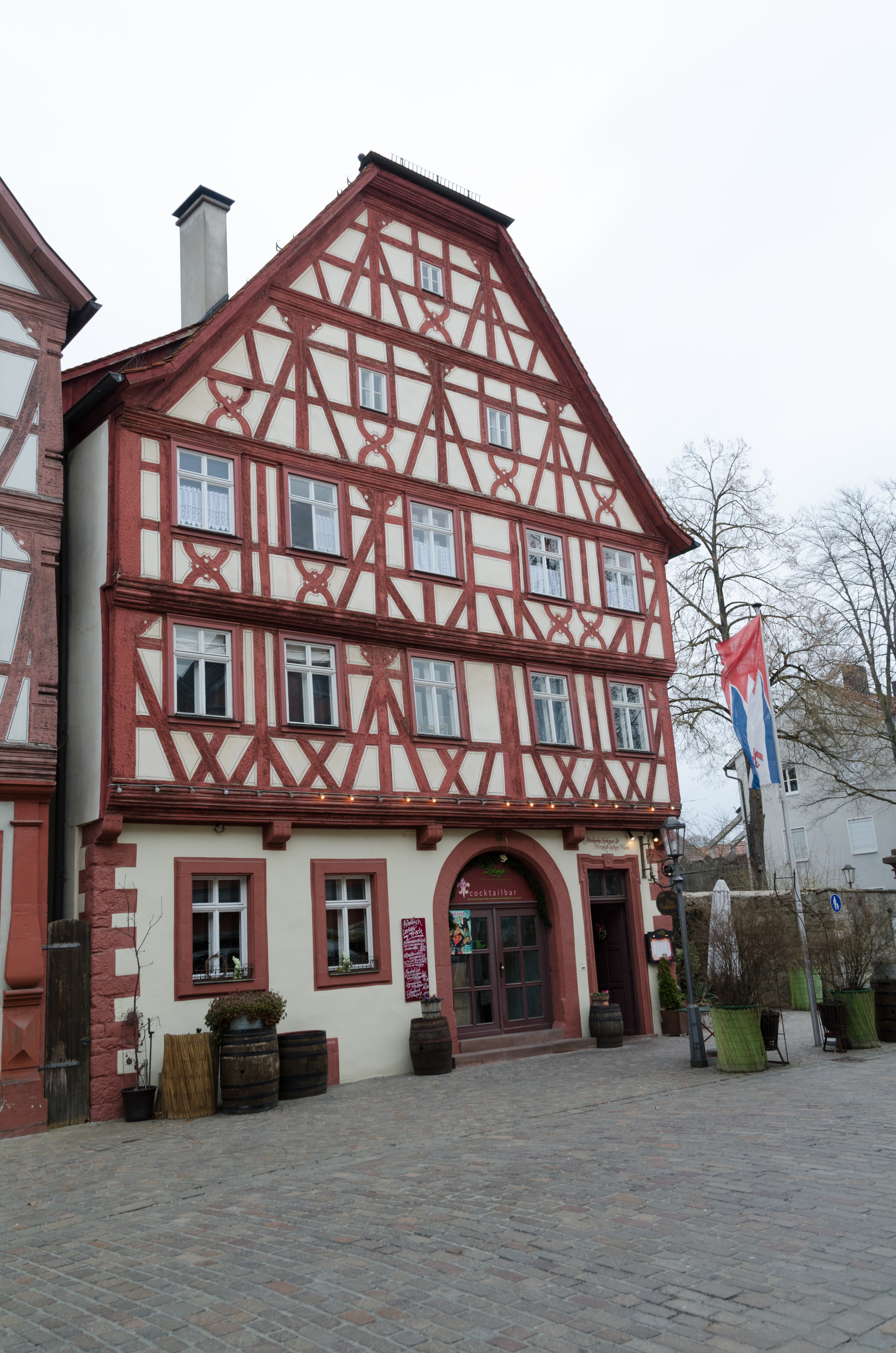
Gebäude Hauptstraße 6 in Karlstadt

Das Haus Hauptstraße 6 in Karlstadt, der Kreisstadt des unterfränkischen Landkreises Main-Spessart in Bayern, wurde 1626 errichtet. Das Fachwerkhaus ist ein geschütztes Baudenkmal.

## Nutzung
Im Erd- und Untergeschoss des Gebäudes sind zwei Gastronomiebetriebe ansässig. Der Gewölbekeller beherbergt das italienische Restaurant „Batzenärrle“, während darüber die Bar „Lupos Lounge“ (vormals „Lilien Lounge“) untergebracht ist.

## Beschreibung
Das stattliche Giebelhaus ist mit der Jahreszahl 1626 bezeichnet. Auf dem massiven Erdgeschoss stehen zwei Fachwerkstöcke und zwei Dachstöcke, die jeweils vorkragen. Die Eckquaderung und die Fensterumrahmungen des Erdgeschosses sind aus Buntsandstein ausgeführt. Neben dem schmucklosen rundbogigen Portal befindet sich ein rechteckiger Eingang aus profiliertem Sandstein und einer Agraffe im Türsturz. Das Fachwerk wird von vielen Andreaskreuzen mit und ohne Nasen geschmückt. Ebenso sind verschiedene Mannfiguren zu sehen. Der Giebel schließt waagrecht mit profilierten Hölzern ab.